# Etnología

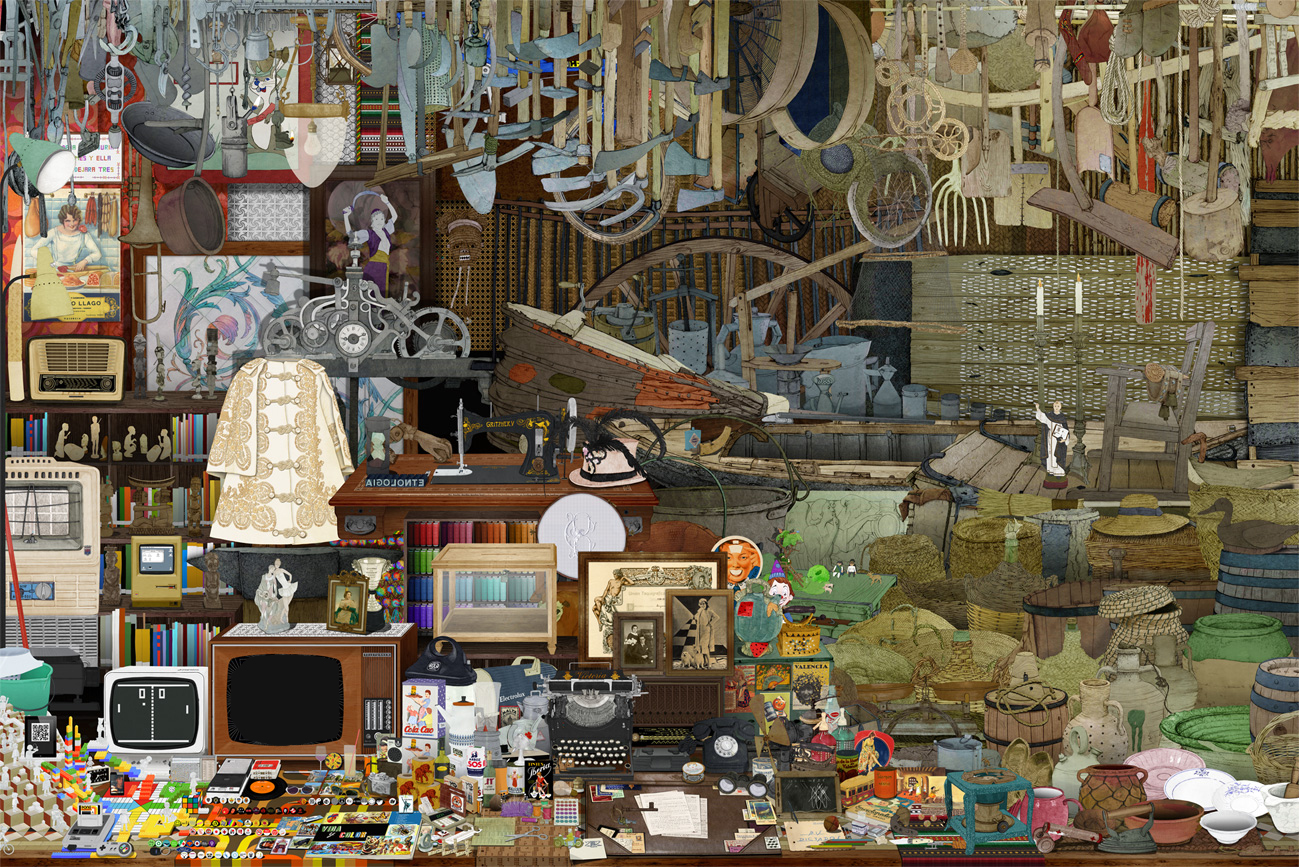
Imagen que representa algunos objetos que pueden albergarse dentro del estudio de la disciplina. Salas Permanentes Museo Valenciano de Etnología, Valencia

La etnología (en griego antiguo: ἔθνος, ethnos que significa 'nación') es la ciencia social que estudia y compara los diferentes pueblos y culturas del mundo antiguo y actual. Algunos autores la consideran una disciplina y método de investigación de la antropología.
La etnología estudia sistemáticamente y busca establecer relaciones comparativas entre las características de los diferentes pueblos humanos desde diferentes aspectos como son:
1. Diversidad cultural: La Etnología concibe a la cultura como una pluralidad y en oposición a la naturaleza. Así, el estudio de la cultura obliga al análisis de las relaciones que unen y separan ambas dimensiones en las sociedades humanas y también a esclarecer lo que es universal en el hombre y lo que es arbitrario en su comportamiento, generando una reflexión sobre los nexos que unen las leyes naturales con las reglas culturales.
2. Parentesco entre diferentes sociedades y sus influencias.
3. Subsistencia y sistemas económicos de las culturas o civilizaciones.
4. Religión y expresión simbólica transcendental.
5. Organización familiar, sistemas sociales y políticos.

Autores como Manuel Marzal (1998: 16) sostienen que Antropología Cultural, Antropología Social y Etnología son la misma disciplina.

## Historia

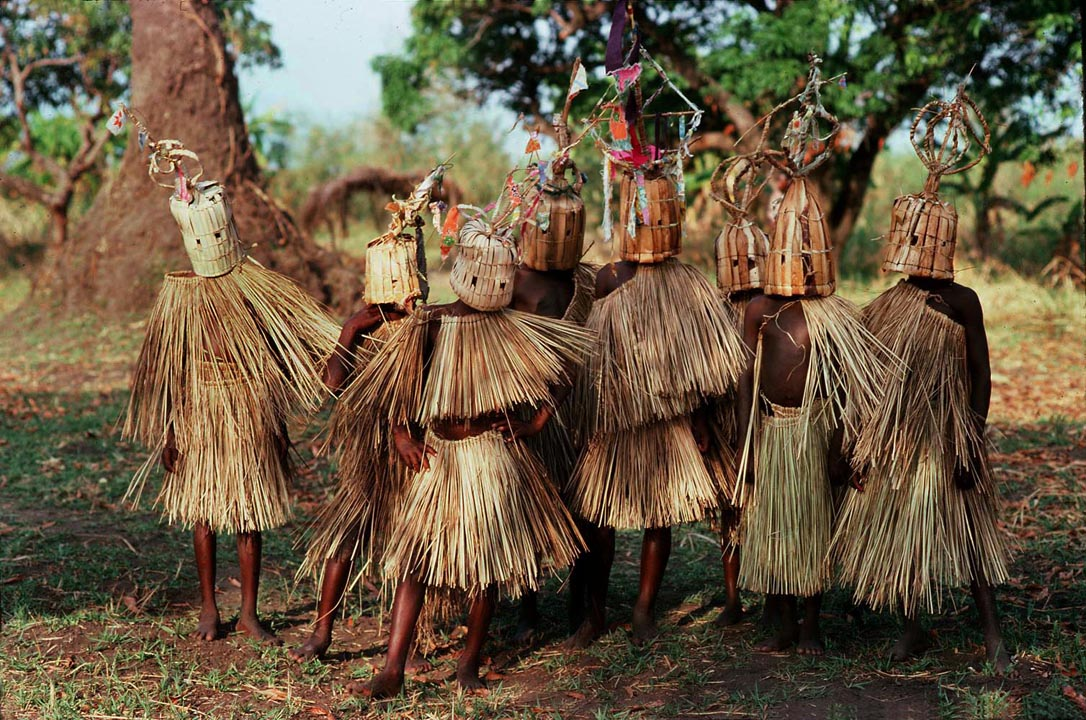
Rito de iniciación de los Yao, pueblo de Malawi.

El descubrimiento de América en el siglo XV por los exploradores europeos desempeñó un papel importante en la formulación de nuevas nociones de Occidente (el mundo occidental), así como de la noción del "Otro", presentado como "salvaje" (bárbaro brutal, o "noble salvaje"). De este modo, la civilización se oponía al salvajismo de forma dualista, una oposición clásica constitutiva del etnocentrismo europeo. La evolución posterior de la etnología, y en particular la antropología estructural de Claude Lévi-Strauss, ha llevado a criticar el concepto de progreso lineal y a cuestionar la pseudooposición entre "sociedades con historia" y "sociedades sin historia", así como la definición de la historia como crecimiento acumulativo.
La etnología se considera un campo académico desde finales del siglo XVIII en Europa. A veces se concibe como un estudio comparativo de grupos humanos. El término "etnología" fue utilizado por primera vez por Adam František Kollár (1718-1783) en Historiae ivrisqve pvblici Regni Vngariae amoenitates, Viena, 1783. La etnología se separó de la literatura y del exotismo hacia finales del siglo XVIII, con el fin del análisis de los extranjeros desde un punto de vista todavía demasiado "etnocéntrico" aunque sea posible considerar, con Lévi-Strauss, el capítulo de los Essais de Montaigne sobre el canibalismo (que data del siglo XVI) como un texto precursor de la etnología. Fue también durante la colonización europea cuando las ciencias etnológicas se diferenciaron de la literatura exótica. Sinónimo a principios del siglo XIX de "ciencia de la clasificación de las razas", el término "etnología" se utilizó durante toda la primera mitad del siglo XIX, y a veces sigue utilizándose hoy en día, para designar todas las ciencias sociales que estudian las sociedades llamadas "primitivas". Los primeros etnólogos utilizaron documentos traídos por exploradores, militares, comerciantes y misioneros. A veces se prefiere la palabra "antropología", una ciencia de la que la etnología constituiría una parte o etapa. Fue Lévi-Strauss uno de los introductores de esta palabra y del concepto en la tradición intelectual francesa. El Instituto de Etnología de la Universidad de París fue fundado en 1925 por Marcel Mauss y Lucien Lévy-Bruhl. En 1934, Germaine Tillion se licenció en el Instituto y partió en misión a Aurès. Tras las reformas de la universidad de Paris y los cambios en las ciencias sociales, las responsabilidades del Instituto fueron transferidas al Muséum national d'histoire naturelle en 1973.
Claude Lévi-Strauss rechaza la oposición aceptada en la tradición etnológica entre "sociedades con historia" y "estereotipos sobre la historia africana|sociedad sin historia"; en su opinión, la noción de "sociedad sin historia" enmascara una falta de comprensión de la historia del Otro. Escribe: "Nos gusta hablar de 'pueblos sin historia' (a veces para decir que son los más felices). Esta fórmula elíptica sólo significa que su historia es y seguirá siendo desconocida, pero no que no exista. Durante decenas e incluso centenares de milenios, también ha habido pueblos que han amado, odiado, sufrido, inventado y luchado. En realidad, no hay pueblos niños; todos son adultos, incluso los que no han llevado un diario de su infancia y adolescencia" (Raza e Historia). Para este autor, no historicidad no es una realidad objetiva, sino una ilusión del observador: las culturas cercanas e inteligibles parecen activas; aquellas cuya evolución difiere de la nuestra, por el contrario, parecen inmóviles.
Utilizando un enfoque estructural, Claude Lévi-Strauss intentó descubrir invariantes universales en la sociedad humana, entre las que creía que se encontraba el tabú del incesto. Sin embargo, las pretensiones de tal universalismo cultural fueron criticadas por varios pensadores del XX, en particular Michel Foucault, Derrida, Althusser y Deleuze.
La escuela francesa de etnología ha sido especialmente importante para el desarrollo de la disciplina desde principios de la década de 1950. Entre las figuras importantes de este movimiento se encuentran Lévi-Strauss, Paul Rivet, Marcel Griaule, Germaine Dieterlen y Jean Rouch.
En su sentido actual (restringido), la etnología se refiere exclusivamente a los estudios sintéticos y las conclusiones teóricas extraídas de documentos etnográficos, con especial atención a los problemas de difusión, contactos, orígenes y reconstrucción del pasado. Este es el sentido que los anglófonos han atribuido durante mucho tiempo a la palabra "etnología". El estudio de problemas más generales constituiría los campos de la antropología social y la antropología cultural.

### Evolución de la etnología
El modo de entender y concebir la etnología ha variado según el momento histórico, el lugar y las escuelas teóricas que lo han investigado.

Hace unos años se consideraba que la etnología era el estudio de las sociedades "sin escritura" o "sin mecanizar", por no decir "primitivas"... Pero enseguida se rechazó el término "primitivo" por sus connotaciones peyorativas y porque el pensamiento de los autores del siglo XIX lo vinculaba a la idea de sociedades cercanas al estado de naturaleza, "salvajes" o "bárbaras"… Puesto que lo “primitivo” desaparece del vocabulario de las ciencias humanas y los pueblos a los que así se califica están en vías de desaparición, cabe preguntarse si el objeto de estudio de la etnología sigue siendo válido
Lombard, 1997 (p. 17-18).

Así bien, hoy día se va a relacionar a la etnología, más bien, con el campo de la sociedad y culturas extrañas, comunidades pequeñas, etc. Normalmente sociedades rurales tradicionales. Según Jesús Buxó (en Aguirre Batzán, 1993  275) «es el estudio de cómo y por qué diferentes grupos étnicos se asemejan o difieren en sus formas de pensar y actuar en el pasado y en la actualidad».
- Marcel Mauss: Si Dittmer tocaba la Historia, este autor (del que más adelante hablaré) se asocia con el campo de la Sociología. Y toma como campo de estudio las sociedades que pueblan las colonias francesas y las sociedades en un estado análogo de desarrollo.

- Lévi-Strauss: concede que la Etnología y la Antropología comienzan preocupándose por las sociedades salvajes o primitivas. Añadiendo que otras ciencias comparten este interés (descargando a la Etnología del monopolio de esa responsabilidad) y que se produce un curioso y extraño fenómeno: que la Antropología se desarrolla a medida que las sociedades salvajes desaparecen.

- Pierre Bourdieu: Reconoce que el método científico que plantea la etnología se aplica al objeto de estudio de la sociología para poner en discusión el punto de vista eurocéntrica con que se aplica  la diferenciación entre sociedades civilizadas y sociedades primitivas. Así, en tanto Ciencia Social, el fin del estudio etnológico es comprender la diversidad humana reconociendo diferencias culturales entre grupos distintos, apartándose de enfoques estigmatizadores sobre los pueblos no occidentalizados.

## La etnografía como método de investigación de la etnología
La etnografía consta de dos fases: la primera es el proceso etnográfico y la segunda es el producto etnográfico; en ambas fases se abarcan diferentes pasos y momentos de la investigación cultural, para el análisis y la organización de los datos que finalmente servirá al etnólogo para la redacción del texto.
El proceso etnográfico está compuesto por cuatro pasos:
1. La demarcación del tema o del campo
2. La preparación y la documentación
3. La investigación en campo
4. La conclusión.

El producto etnográfico está compuesto por tres fases:
1. El análisis y la organización del material etnográfico
2. La elección del tipo de monografía,
3. La redacción del texto.

- "Guía de estudio para el ingreso a las licenciaturas", Escuela Nacional de Antropología e Historia, INAH-CONACULTA, México.

## Fines de la etnología
El objetivo fundamental de la etnología es conocer pueblos distantes que parecen diferentes a nosotros (sociedades urbanas clásicas del siglo XXI). Este objetivo no es nada nuevo, puesto que ya en el mundo clásico historiadores como Heródoto describían las diferencias y rarezas de costumbres en los persas o egipcios. O qué decir de Marco Polo y sus viajes por Asia durante la Edad Media. O el interés que se suscita en el Renacimiento, al que sí le añadimos el interés antropocéntrico por saber y conocer del ser humano.
En lo referente a su historia, hay que señalar que hacia finales del siglo XIX se fundaron dos escuelas de etnología en Estados Unidos (Franz Boas) y en Alemania (Leo Frobenius). La primera realizó estudios del folklore de los aborígenes de Norteamérica y sacó a la luz la teoría de las áreas culturales, mientras que la segunda introdujo la expresión de «kulturkreis», (región cultural). Más adelante surgieron las escuelas funcionalistas (con Bronisław Malinowski y Alfred Reinaldo Radcliffe-Brown a la cabeza) y los estudios interculturales (de Murdock, Whiting y Edward Burnett Tylor).
En cuanto a autores relevantes, se podría citar principalmente a Marcel Mauss, sociólogo y antropólogo francés considerado como el padre de la etnología francesa. Sobrino y discípulo de Durkheim, es el autor del influyente Ensayo sobre el don. La forma y la razón del intercambio en las sociedades arcaicas (1925).

## Disciplina científica
En comparación con la etnografía, el estudio de grupos individuales a través del contacto directo con la cultura, la etnología toma la investigación que los etnógrafos han compilado y luego compara y contrasta diferentes culturas.

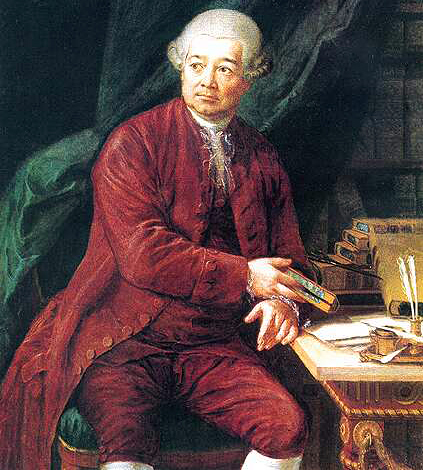
Adam František Kollár, 1779

El término ethnologia (etnología) se atribuye a Adam Franz Kollár (1718-1783) quien lo usó y definió en su "Historiae ivrisqve pvblici Regni Vngariae amoenitates" publicada en Viena en 1783, como: “la ciencia de las naciones y pueblos, o sea, aquel estudio de los sabios en que indagan los orígenes, lenguas, costumbres e instituciones de varias naciones, y finalmente de la patria y antiguas sedes, para poder juzgar mejor la naciones y pueblos en sus propios tiempos.”
El interés de Kollár en la diversidad lingüística y cultural fue despertado por la situación en su nativo multiétnico y multilingüe Reino de Hungría y sus raíces entre sus eslovacos, y por los cambios que comenzó a surgir después de la retirada gradual del Imperio Otomano en los más distantes Balcanes.
Entre los objetivos de la etnología ha estado la reconstrucción de la historia humana, y la formulación de invariantes culturales, como el tabú del incesto y el cambio de cultura, y la formulación de generalizaciones sobre la "naturaleza humana", concepto que ha sido criticado desde el siglo XIX por diversos filósofos (Hegel, Marx, estructuralismo, etc. .). En algunas partes del mundo, la etnología se ha desarrollado a lo largo de caminos independientes de investigación y doctrina pedagógica, con antropología cultural llegando a ser dominante especialmente en los Estados Unidos, y antropología social en Gran Bretaña. La distinción entre los tres términos es cada vez más borrosa. La etnología se ha considerado un campo académico desde finales del siglo XVIII, especialmente en Europa, y en ocasiones se concibe como cualquier estudio comparativo de grupos humanos.

## Métodos
En la mayoría de los casos, los primeros informes sobre culturas extranjeras contenían distorsiones considerables de las condiciones reales, ya que los reporteros evaluaban sus impresiones subjetivas de forma eurocéntrica en comparación con la tradición cristiano-europea, que consideraban la única visión civilizada. Por lo tanto, los fenómenos especialmente extraños (canibalismo ritual, sacrificios humanos, fisionomías humanas inusuales, etc.) a menudo se enfatizaban más allá de toda medida.Los exploradores, aventureros, funcionarios coloniales, comerciantes y misioneros que recorrieron las colonias aún no tenían noción del trabajo científico moderno y, por lo tanto, difundieron registros etnográficos distorsionados.  No obstante, los etnólogos se basaron en estos datos hasta principios del siglo XX. Desde la década de 1920, en su mayoría han recogido ellos mismos estos datos. En el pasado, la etnología recogía principalmente datos materiales; se analizaban los objetos etnográficos en lugar de la cultura oral (historias, mitos). El enfoque material se debía a que la mayoría de los etnólogos no trabajaban en universidades, como hoy, sino en museos.
Hoy en día, el método más importante de recogida de datos es la investigación de campo etnológica. El método más característico durante la visita de campo es la observación participante, que se refiere a la integración del investigador en la vida de un grupo para comprender realmente su vida cotidiana. Para todos los etnólogos -a no ser que se hayan dedicado a cuestiones histórico-culturales (una orientación equivalente a la etnología de investigación de campo)- la experiencia ocular prolongada sobre el terreno es una base indispensable para la investigación. Esto también distingue a la antropología de otras disciplinas como los estudios culturales, que se centran sobre todo en el análisis de productos mediáticos, y de la sociología cualitativa, que en el mejor de los casos realiza entrevistas.
Durante el periodo de investigación sobre el terreno, los etnólogos conviven estrechamente con la población local y llegan a conocer su vida cotidiana. La particularidad de este método es que se basa en la comunicación, de modo que el trabajo se guía por los encuentros in situ. Esto también significa que el sujeto puede trabajar de una forma menos teórica que otras disciplinas vecinas, por ejemplo: el propio campo suele dar lugar a las cuestiones teóricas que son relevantes en última instancia, y a los resultados de la investigación.
Toda investigación de campo conlleva inevitablemente una influencia sobre las personas observadas. Para minimizarlo, el sociólogo Roland Girtler formuló en 2001 los "diez mandamientos de la investigación de campo":
1. Reconocer costumbres y normas;
2. generosidad e imparcialidad, reconociendo los valores y principios ajenos que no son los propios;
3. no blasfemar ni hablar despectivamente de los anfitriones;
4. Conocimiento de la historia y de las condiciones sociales;
5. Conocimiento de las condiciones geográficas;
6. Relatar las experiencias sin prejuicios si es posible, llevar un diario de investigación de pensamientos, problemas, alegrías, penas, disgustos, etc;
7. No ver y tratar a las personas como meros proveedores de datos;
8. Esforzarse por evaluar hasta cierto punto a los interlocutores para no dejarse engañar ni mentir deliberadamente;
9. No actuar como misionero o asistente social, no tratar de educar;
10. buena constitución, capacidad para comer, beber y dormir en todo momento.

Además de esta investigación, que requiere mucho tiempo, se utilizan otras técnicas cualitativas de recogida de datos: entrevistas etnográficas, que pueden ser estructuradas, semiestructuradas y abiertas, debates de expertos y grupos de discusión, observaciones sistemáticas, métodos biográficos (véase también Métodos etnográficos). El aprendizaje de la(s) lengua(s) hablada(s) en la zona de investigación se considera indispensable. En consonancia con el enfoque de las preguntas actuales sobre las conexiones e interdependencias entre diferentes lugares, la investigación en varios lugares (etnografía multisituada) también se ha establecido como un posible enfoque.